# Američki smrdljivac
Američki smrdljivac ili skunks, od engleske riječi skunk. (latinski: Mephitis mephitis) je smrdljivac koji pripada rodu Mephitis. Nastanjuje šume, poljoprivredna područja, gradove i područja blizu vode Kanade, Sjedinjenih Američkih Država i Meksika.

## Nazivi američkih domorodaca
| Lingvistička skupina ili područje | Domorodački naziv |
| --------------------------------- | ----------------- |
| Abenaki                           | seganku           |
| Chipewyan                         | nool'-tsee-a      |
| Cree Ojibwe                       | shee-gawk         |
| Tŝilhqot’in (Chilcotin)           | guli              |
| Huron                             | scangaresse       |
| Ogallala Sioux                    | mah-kah           |
| Yankton Sioux                     | mah-cah           |

## Taksonomija
Prvotno dvojno nazivlje ove vrste bilo je Viverra mephitis. To je ime ovoj vrsti dao Johann Christian Daniel von Schreber.

### Podvrste
Općenito je priznato 13 podvrsta:
- M. m. avia Bangs, 1898.
- M. m. elongata Bangs, 1895.
- M. m. estor Merriam, 1890.
- M. m. holzneri Mearns, 1898.
- M. m. hudsonica Richardson, 1829.
- M. m. major Howell, 1901.
- M. m. mephitis Schreber, 1776.
- M. m. mesomelas Lichtenstein, 1832.
- M. m. nigra Peale and Palisot de Beauvois, 1796.
- M. m. notata Hall, 1936.
- M. m. occidentalis Baird, 1858.
- M. m. spissigrada Bangs, 1898.
- M. m. varians Gray, 1837.

## Opis
Duljina američkih smrdljivaca iznosi oko 70 cm, a težina može iznositi do 800 g. Američki smrdljivci imaju sjajne crne dlake s bijelim prugama zbog kojih se lovi i uzgaja. Od neprijatelja se brani štrcanjem izlučine analnih žlijezda vrlo neugodna mirisa. Hrani se malim kralježnjacima, kukcima i plodovima. Izvan razdoblja parenja živi samotno. Nakon 77 dana ženka koti jednoga do deset mladunaca.

## Vanjske poveznice
- Američki smrdljivac Hrvatska enciklopedija
- Američki smrdljivac, Proleksis enciklopedija